# Miesitz
Miesitz ist eine Gemeinde in der Verwaltungsgemeinschaft Triptis im thüringischen Saale-Orla-Kreis.

## Geographie

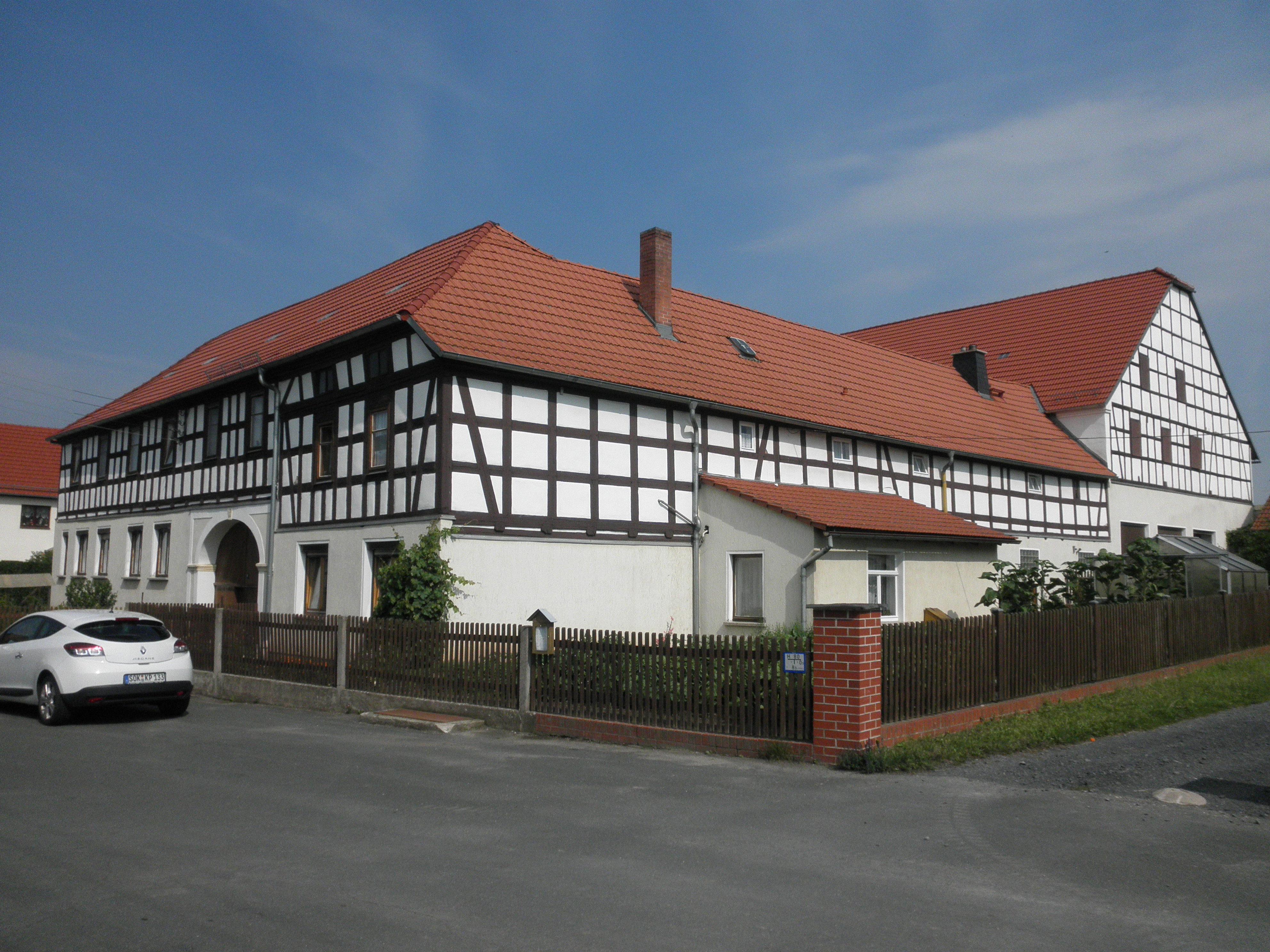
Fachwerkbau in Kopitzsch

Miesitz und die Gemarkung befinden sich im Orlatal westlich der Bundesautobahn 9 und der Stadt Triptis. Durch das Orlatal führen die Bundesstraße 281 und die Bahntrasse Gera-Saalfeld.
Die Gemeinde Miesitz besteht aus den Ortsteilen Miesitz und Kopitzsch.

## Geschichte
Miesitz geht auf eine sorbische Siedlung zurück und wurde erstmals 1074 als Misaci erwähnt und war im 13. Jahrhundert Stammsitz des Adelsgeschlechtes von Metsch. Der Ortsteil Kopitzsch, 1394 erstmals als Copacz erwähnt, war seit 1529 Sitz des Pfarramtes des damaligen Kirchbezirkes Kopitzsch-Miesitz-Traun-Lemnitz.
Am 1. Juli 1950 wurde die bis dahin eigenständige Gemeinde Kopitzsch eingegliedert.

### Einwohnerentwicklung

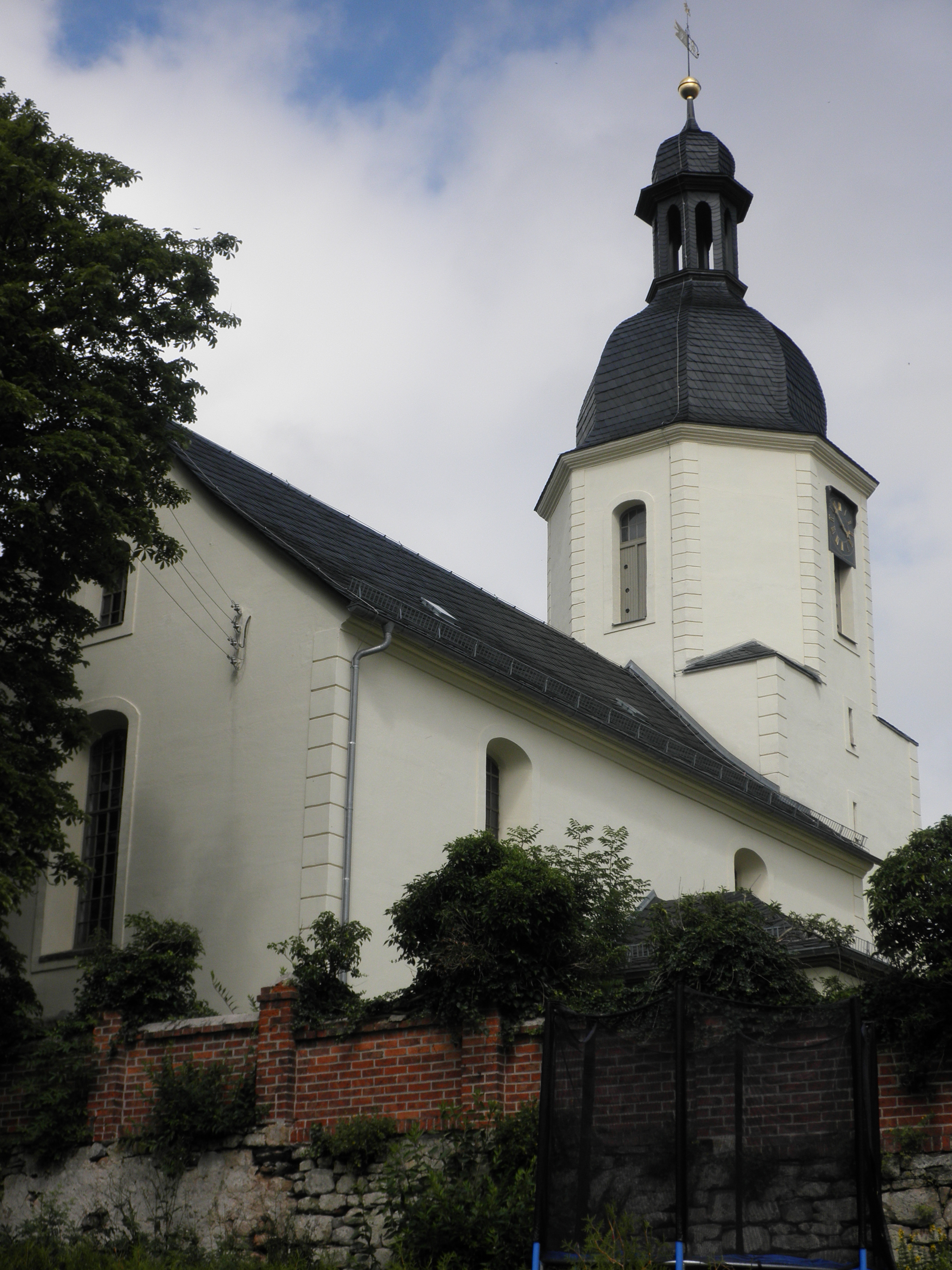
Kirche in Kopitzsch

Entwicklung der Einwohnerzahl (jeweils 31. Dezember):
| - 1994: 305 - 1995: 295 - 1996: 299 - 1997: 321 - 1998: 333 - 1999: 353 | - 2000: 347 - 2001: 344 - 2002: 327 - 2003: 315 - 2004: 317 - 2005: 321 | - 2006: 320 - 2007: 320 - 2008: 316 - 2009: 315 - 2010: 299 - 2011: 288 | - 2012: 293 - 2013: 291 - 2014: 290 - 2015: 285 - 2016: 275 - 2017: 291 | - 2018: 278 - 2019: 279 - 2020: 276 - 2021: 269 - 2022: 273 - 2023: 274 |

Datenquelle: Thüringer Landesamt für Statistik

### Wappen
| Wappen von Miesitz | Blasonierung: „Durch einen silbernen Schräglinkswellenbalken geteilt von Rot und Grün, oben ein schräglinks liegendes silbernes Eichenblatt, unten eine schräglinks ligende silberne Glocke.“ |
| Wappen von Miesitz | Wappenbegründung: Das Eichenblatt symbolisiert die Rieseneiche von Miesitz mit 32 Meter Höhe und einem Kronendurchmesser von etwa 25 Meter, die damit der größte Baum des ehemaligen Landkreises Pößneck war. Die Glocke symbolisiert die 1739/40 im Auftrag des damaligen Rittergutsbesitzers von Miesitz, des Grafen von Stein, grundlegend restaurierte Kirche. Der schräge Wellenbalken steht für den Fluss Orla. Das Wappen wurde am 17. Oktober 1994 durch das Thüringer Landesverwaltungsamt genehmigt. |

## Gewerbe
In der Gemeinde existieren eine Kfz-Werkstatt, eine Autolackiererei, eine Pferderanch sowie ein Hotel und eine Kartbahn.

## Persönlichkeiten
- Friedrich Christian Ludwig von Stein (* 1703 in Miesitz; † 1739 in Regensburg), Gutsbesitzer und Politiker